# Stop Asian Hate
Stop Asian Hate는 2021년 3월부터 미국 전역에서 시작된 반아시아 감정에 대한 반대 운동이자 시위이다. 이 시위의 상당수는 애틀랜타에서 8명이 사망한 총격 사건의 여파로 발생했으며 그 중 6명은 아시아계 미국인(한국계 4명, 중국계 2명)이었다.

## 배경
중국 후베이성 우한시에서 처음 보고된 COVID-19 전염병은 아시아인과 아시아계 미국인들에 대한 인종차별의 증가를 가져왔다. 퓨 리서치 연구는 아시아계 미국인의 58%가 대유행 기간 동안 인종 차별적 시각이 증가했다고 생각하는 것을 발견했다.
2021년 3월 16일 애틀랜타 수도권의 3개 스파에서 연쇄 총기 난사 사건이 발생했다. 비록 총격범이 증오 범죄로 기소되지는 않았지만, 일부 논평가들은 8명의 희생자들 중 6명이 아시아 여성이라는 특징을 가지고 있다고 지적했다.

## 같이 보기
- 안티파 (미국)
- Black Lives Matter
- 반중 감정
- 미국의 반중 감정
- 반일 감정
- 반한 감정
- 미국으로의 이민
- 미국 이민의 역사
- 미국의 인종차별
- 미국내 동아시아인에 대한 고정관념
- 코로나19 범유행에 관한 제노포비아와 인종 차별
- 황화론